# Romanów (obwód lwowski)
Romanów (ukr. Романів, Romaniw) – wieś na Ukrainie w rejonie lwowskim (do 2020 roku w rejonie przemyślańskim) należącym do obwodu lwowskiego.

## Położenie
Na podstawie Słownika geograficznego Królestwa Polskiego i innych krajów słowiańskich: Romanów to wieś w powiecie bóbreckim, 11 km na północny wschód od Bóbrki.

## Zabytki
- zamek[2] – drewniano-ziemny, znajdował się w północno-zachodniej części wsi, na północ od dworu. Składał się z centralnej części o maksymalnym wymiarze 40x40 m (zorientowanym niemal na strony świata). Otoczony był potężnymi strukturami obronnymi w postaci czterech bastei (w rogach) i wałów[3]

## Urodzeni w Romanowie
- Stanisław Bastgen
- Józef Supiński